# Penge – Szentháromság
A Penge – Szentháromság (eredeti cím: Blade: Trinity) 2004-ben bemutatott amerikai akció-horrorfilm, a Penge és a Penge 2. című filmek közvetlen folytatása. A film forgatókönyvírója és rendezője David S. Goyer, a főszerepben pedig Wesley Snipes, Ryan Reynolds, Jessica Biel, Kris Kristofferson, Dominic Purcell, Parker Posey és Triple H látható. 
A film 2004. december 8-án debütált az Egyesült Államokban. Világszerte 132 millió dolláros bevételt hozott a kasszáknál a 65 milliós költségvetéséből, és kritikai szempontból többnyire negatív véleményeket kapott a sablonos témák, a rendezés és a színészi játék miatt; a film a trilógia legrosszabb kritikát kapott filmje.

## Cselekmény
Penge, a világ legelszántabb vámpírgyilkosa visszatér egy harmadik, egyben utolsó ütközet kedvéért. A vámpírvadász éveken át az éjszaka leple alatt harcolt a vérszívók ellen, de most, hogy az FBI vérdíjat tűzött ki a fejére, kénytelen kimerészkedni a napfényre, hogy egyesítse az erőit egy emberekből álló vámpírvadászklánnal, melynek létezéséről még csak nem is tudott. Oldalán két rettenthetetlen ifjúval, Abigaillel és Hanniballal, Penge egy ősi ellenfél nyomába szegődik, aki nem más, mint a legelső vámpír, minden vérszívó őse: Drakula.

## Szereplők
| Szerep              | Színész                 | Magyar hang        |
| ------------------- | ----------------------- | ------------------ |
| Penge / Eric Brooks | Wesley Snipes           | Galambos Péter     |
| Abigail Whistler    | Jessica Biel            | Csondor Kata       |
| Hannibal King       | Ryan Reynolds           | Welker Gábor       |
| Drakula / Drake     | Dominic Purcell         | Szabó Győző        |
| Abraham Whistler    | Kris Kristofferson      | Gáti Oszkár        |
| Danica Talos        | Parker Posey            | Németh Kriszta     |
| Asher Talos         | Callum Keith Rennie     | Thuróczy Szabolcs  |
| Jarko Grimwood      | Paul Michael Levesque   | ifj. Jászai László |
| Sommerfield         | Natasha Lyonne          | Nyírő Eszter       |
| Zoe                 | Ginger Page             | Ungvári Zsófia     |
| Martin Vreede       | Mark Berry              | Horányi László     |
| Dr. Edgar Vance     | John Michael Higgins    | Kőszegi Ákos       |
| Hedges              | Patton Oswalt           | Koncz István       |
| Ray Cumberland      | James Remar             | Rosta Sándor       |
| Wilson Hale         | Michael Anthony Rawlins | Betz István        |
| Caulder             | Christopher Heyerdahl   | Dézsy Szabó Gábor  |
| Gedge               | Scott Heindl            | Tóth Zoltán        |
| Wolfe               | Paul Anthony            | Katona Zoltán      |
| Bentley Tittle      | Eric Bogosian           | Orosz István       |
| Dex                 | Ron Selmour             | Gyurity István     |
| Virago              | Françoise Yip           | Kiss Virág         |
| Dingo               | Kett Turton             | Szokol Péter       |

## Filmzene
1. Ol' Dirty Bastard, Dirt McGirt és Keith Robinson – "Thirsty"
2. Overseer – "Velocity Shift"
3. David Hykes – "Rainbow Voice"
4. "Theme from A Summer Place"
5. RZA – "Fatal"
6. WC, E-40, P Dot és Christ Bearer of Northstar – "When the Guns Come Out"
7. The Velvet Underground – "Venus in Furs"
8. Lil' Flip feat. Ghostface Killah & Wu Tang Clan – "I Gotta Get Paid"
9. Kool Keith Presents The Undatakerz – "Party In The Morgue" (Club Mix)
10. Black Lab – "This Blood"
11. The Crystal Method – "Starting Over"
12. Manchild – "Hard Wax"
13. Overseer – "Skylight"
14. The Crystal Method – "Weapons Of Mad Distortion"
15. Paris Texas és Danny Saber – "Bombs Away" (Danny Saber Remix)

## Díjak, jelölések
| Év   | Díj          | Kategória        | Jelölt | Eredmény |
| ---- | ------------ | ---------------- | ------ | -------- |
| 2005 | Saturn Award | Best Horror Film |        | Jelölve  |